# Wyszkowice Jędrzychowice
Wyszkowice Jędrzychowice – zlikwidowana stacja kolejowa w Goszczynie; w gminie Domaniów, w powiecie oławskim, w województwie dolnośląskim, w Polsce. Otwarta w październiku 1910 przez OK, zamknięta w 1930, zlikwidowana w maju 1973.